# Dizionario Biografico degli Italiani
Das Dizionario Biografico degli Italiani (DBI, Biographisches Wörterbuch der Italiener) ist eine italienische Nationalbiografie, die zwischen 1960 und 2020 vom Istituto dell’Enciclopedia Italiana in 100 Bänden herausgegeben wurde. Sie enthält Personen, die nach dem Ende des Weströmischen Reiches in Italien geboren wurden oder dort einen wesentlichen Teil ihres Lebens und Wirkens verbrachten. Aufgenommen werden nur Verstorbene; relevante Lebende können in der Enciclopedia online aufgenommen werden.

## Geschichte
Seit 1929 liefen die Vorarbeiten unter der Leitung von Fortunato Pintor, der bis 1959 Direktor des Unternehmens blieb.  Geplant waren 110 Bände mit circa 40.000 Biographien und einem Umfang von rund 80.000 Seiten. 1960 wurde der erste Band (Aaron – Albertucci) mit einer Einleitung von Aldo Ferrabino veröffentlicht. Die Leitung lag zunächst bei Pintor, 1959–1985 in den Händen von Alberto M. Ghisalberti, ihm folgten 1985–1990 Massimiliano Pavan, 1990–1998 Fiorella Bartoccini und Mario Caravale. 1999–2010 hatte Mario Caravale allein die Leitung inne. Seit 2010 war Raffaele Romanelli der verantwortliche Herausgeber (Direttore scientifico).
Jeder Artikel enthält am Ende unter dem Titel Fonti e Bibliografia umfangreiche Hinweise auf gedruckte und ungedruckte Quellen sowie die einschlägige Literatur. Bei allen Einträgen werden die jeweiligen Verfasser genannt.
Anfang 2009 wurden die Artikel der bisher veröffentlichten Bände online zugänglich gemacht. Für die noch nicht erschienenen Lemmata wurden redaktionelle Zusammenstellungen zugänglich gemacht, die unterschiedlichen Umfang aufwiesen und meist noch keine weiterführenden Literaturhinweise enthielten. In die Online-Version des Lexikons werden seit diesem Zeitpunkt zudem ausführliche biografische Artikel zu Personen aufgenommen, die in der gedruckten Version nicht enthalten sind. In gedruckten Neuausgaben finden sich an der entsprechenden Stelle Verweise auf die im Internet zugänglichen Erweiterungen des DBI.
Ab Juli 2019 war die freie Zugänglichkeit der Artikel des DBI in intransparenter Weise beschränkt. Die Höchstzahl der im Monat frei konsultierbaren Artikel war nirgendwo angegeben. Wurde diese überschritten, waren die Artikel nicht mehr einsehbar, wenn man kein Abonnement abschloss. Am 20. November 2019 wurde den Abonnenten mitgeteilt, dass die Onlineversion des DBI künftig wieder kostenlos zugänglich sei.
Mit dem Erscheinen des hundertsten und abschließenden Bandes im Dezember 2020 entbrannte in Italien eine Diskussion um die Notwendigkeit, das biographische Wörterbuch im Rahmen des Online-Angebots kontinuierlich zu aktualisieren und zu ergänzen.